# Îles Ballast et Lost Ballast
Les île Ballast et Lost Ballast sont deux îles du sud-ouest lac Erié, dans le comté d'Ottawa (Ohio aux USA).
Faisant partie du groupe d'îles de l'archipel des îles Bass. Elle se trouve au nord-est de la pointe de l'île Bass Sud, et elle fait partie du canton de Put-In-Bay (en).

## Ballast
C'est une petite île privée de 4,89 km² située à environ un quart de mille (0,4 km) au nord-est de la pointe nord-est de l'île Bass Sud. L'île est principalement connu comme un point de navigation pour les bateaux venant de l'est à destination ou en provenance de Put-in-Bay. Il existe des hauts-fonds entre Ballast et Bass Sud, mais il y a un passage entre connu localement sous le nom de "the wagon tracks".
L'île Ballast a reçu son nom lorsque le commodore Oliver Hazard Perry a utilisé des roches de cette île, selon la légende, pour lester ses navires.
George William Gardner a acheté l'île Ballast à Lemuel Brown en 1874, selon les archives du comté d'Ottawa. Les actes montrent que Brown a acquis l'île de Joseph de Rivera St. Jurgo en 1869. Lemuel Brown était un Indien métis qui avait épousé la fille du chef des Indiens Érié qui revendiquaient toutes les îles.
Le commodore Gardner, qui a été maire de 1886 à 1890, a fondé le Cleveland Yacht Club en 1878 et a été Commodore jusqu'en 1895. Il a également organisé l'Inter Lake Yachting Association en 1884 et en a été le commodore jusqu'en 1894.
Après avoir acheté Ballast, le commodore Gardner a vendu à ses amis, avec le droit de construire un chalet. L'île est alors devenue une association coopérative de familles riches. À la fin du XIXe et au début du XXe siècle, l'île Ballast a prospéré. Un grand hôtel et un restaurant ont été construits sur les falaises du côté nord de l'île. Un moulin à vent a fourni de l'eau et des lanternes au carbure ont fourni de la lumière. Pendant ce temps, de nombreux chalets ont été construits autour des rives est et ouest. Au fil des ans, la famille Gardner a vécu dans une maison en rondins, y compris George W., son fils George Henry, Kenneth et Constance Gardner, et actuellement la fille de Ken et Constance. Au cours de la période de 1890-début 1900, l'angle sud-est de Ballast faisant face à Buckeye Point sur South Bass était orné d'une maison de bateau. Cette maison de bateau a servi de siège au club de canoë de Longworth. Le club de canoë a été nommé d'après Nicholas Longworth, qui était le beau-père de la fille de Theodore Roosevelts, Alice. Les présidents Theodore Roosevelt, William McKinley, James Garfield et Grover Cleveland ont tous visité Ballast.
Pendant les années de dépression, Ballast n'était pas utilisé aussi souvent à cause des dépenses. Dans les années 1930 et 1940, les steamers Goodtime, Put-in-Bay et Chippewa ont amené des amis sur l'île, et Ballast a de nouveau prospéré. Dans les années 1950, plusieurs propriétaires sont décédés mais l'acte de partage qui était en place s'est tenu. En effet, l'un des signataires originaux, Constance "Kiki" Gardner était toujours en vie.
En 1958, l'une des filles de Kiki, Constance Gardner Moore, a proposé d'acheter la propriété de Roseanne Gilmore. L'offre a été acceptée et la famille Moore est devenue copropriétaire de l'île Ballast. En même temps, deux autres sections de l'île Ballast étaient à vendre. Ils ont été achetés par un homme d'affaires de Cleveland.

## Lost Ballast
Cet îlot faisait autrefois partie de l'île Ballast, mais a depuis coulé dans le lac Érié pour ne devenir qu'un récif. Celui-ci, pendant les périodes de basses eaux, réapparaît.
canton de Put-In-Bay (en)

## Galerie

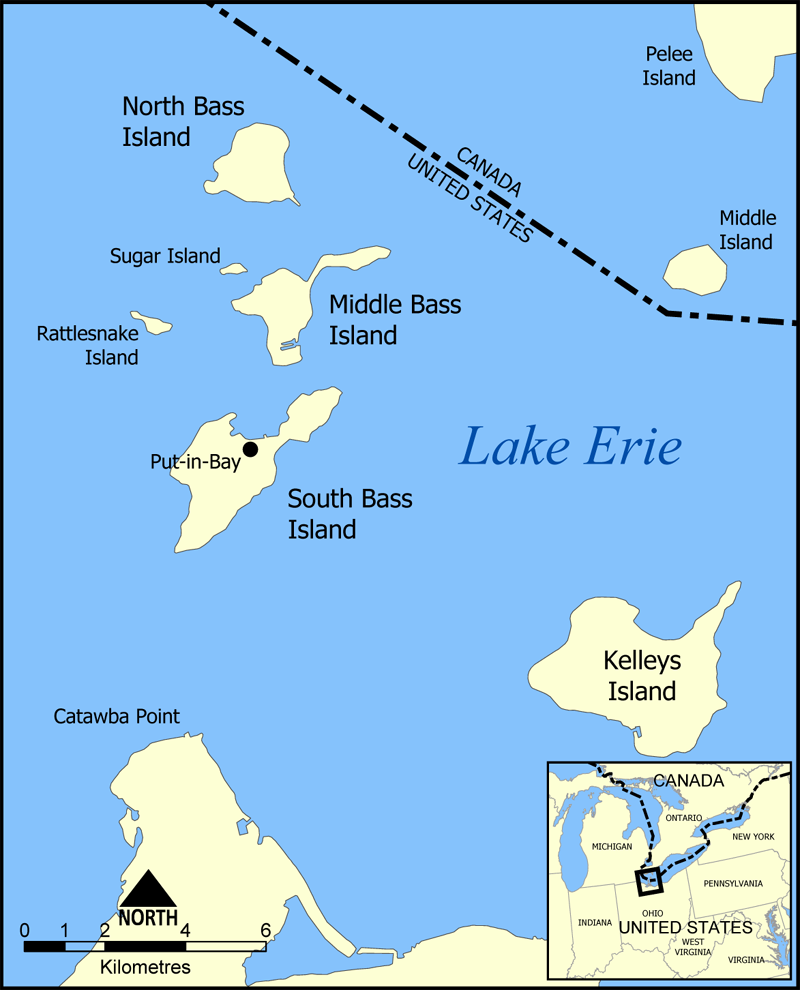
Position de l'île Bass Sud